# QV Telescopii
QV Telescopii (QV Tel) (también, HR 6819) es una estrella de magnitud aparente +5,33
situada en la constelación de Telescopium. De acuerdo con la nueva reducción de los datos de paralaje del satélite Hipparcos, se encuentra a 752 ± 51 años luz del sistema solar.
QV Telescopii es una gigante azul de tipo espectral B3IIIpe. Tiene una temperatura efectiva de 17.254 K —medida que se ve afectada por el oscurecimiento gravitatorio— y una luminosidad bolométrica 2256 veces superior a la del Sol. Su radio es aproximadamente 3,9 veces más grande que el radio solar y gira sobre sí misma con una velocidad de rotación proyectada de 55 km/s, estando su eje de rotación inclinado 11º respecto al observador terrestre.
Tiene una masa de 6,3 ± 0,1 masas solares y una edad de algo más de 50 millones de años.
QV Telescopii es una estrella Be. Estas estrellas, entre las que se cuentan Phecda (γ Ursae Minoris) o α Arae, presentan líneas de emisión que provienen de un disco circunestelar formado por la pérdida de masa debido a la rotación estelar. Muchas de ellas son, además, estrellas variables; es el caso de QV Telescopii, cuyo brillo fluctúa 0,07 magnitudes sin que exista período conocido.

## Componentes

Imagen de campo amplio de QV Telescopii (centro) en la constelación de Telescopium

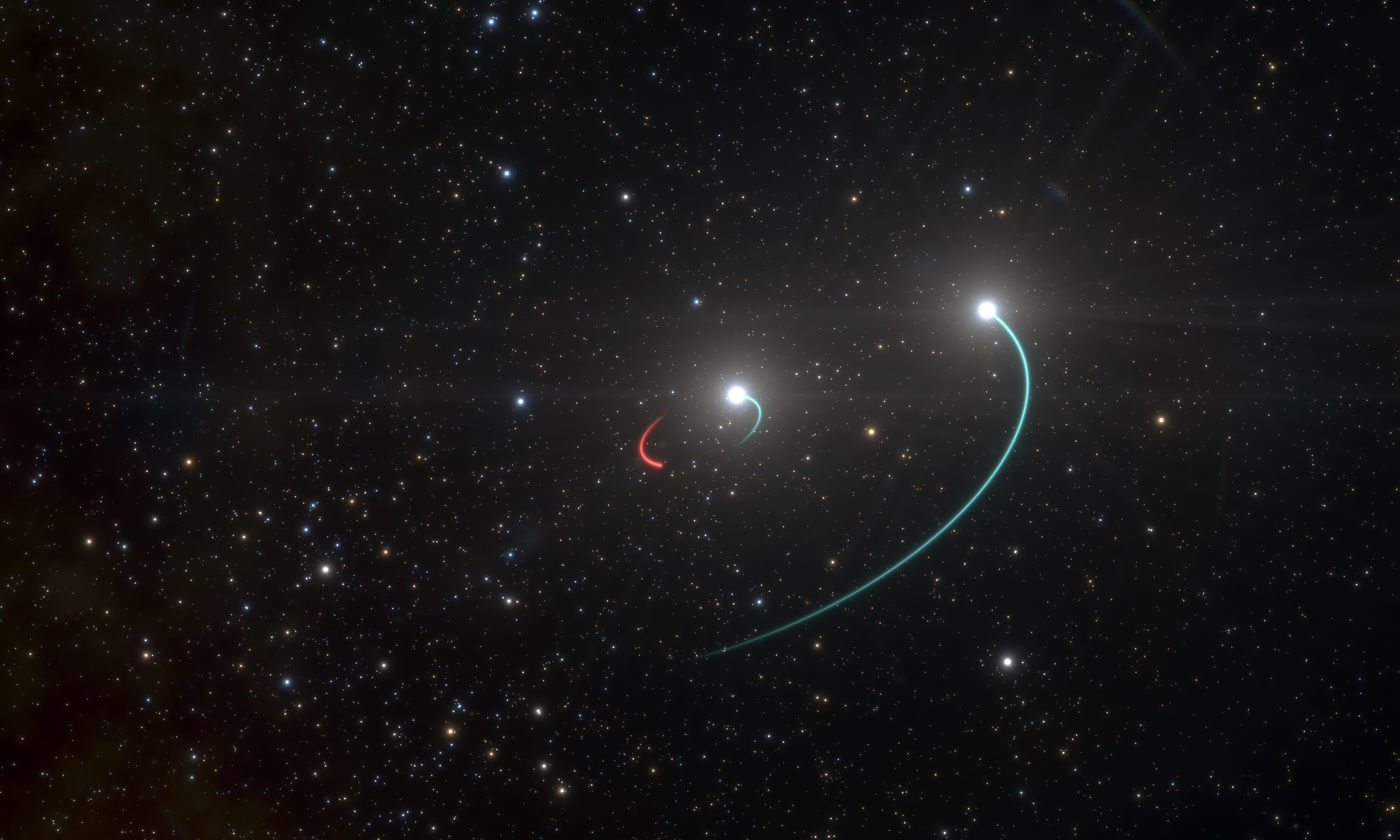
Representación artística del sistema triple QV Tel, incluido el agujero negro en el binario interno.

HR 6819 es un triple jerárquico que contiene una estrella clásica Be en una órbita amplia de período desconocido alrededor de un binario interno de 40.3 días, una estrella B3 III y un agujero negro no emisor (no acumulable), denominado Ab.
Anteriormente considerada una sola estrella, la multiplicidad de HR 6819 se descubrió a través de mediciones de velocidad radial en 2020, lo que sugería la presencia de un agujero negro de masa estelar invisible dentro del sistema. Aunque el sistema HR 6819 ha sido descrito como un miembro de la asociación Sco OB2 de estrellas que se mueven conjuntamente, recientemente se ha sugerido que es un sistema más antiguo y no parte de la asociación.

### QV Tel Aa
Llamado Aa, el componente estelar interno principal es una estrella gigante azul B3 III. Tiene una masa de aproximadamente 6 masas solares. Él y el agujero negro forman un binario con un período de 40,3 días.

### QV Tel B
El segundo componente estelar externo denominado B es una estrell Be con una clasificación estelar de B3IIIpe. El sufijo 'e' indica líneas de emisión en su espectro. Es una estrella azul-blanca que gira rápidamente con un disco caliente de gas decreciente que la rodea. Samus et al. (2017) catalogan esta estrella como variable, aunque no del tipo Gamma Cassiopeiae. Tiene una edad estimada de 50 millones de años, con una velocidad de rotación proyectada de  de 50 km/s.

### QV Tel Ab, agujero negro
Las mediciones de velocidad radial del componente interno en 2020 sugirieron la presencia de un compañero invisible masivo, que se supone que es un agujero negro. distante del Sol, esto lo convertiría en el agujero negro conocido más cercano al Sol y el primer y único sistema de agujero negro conocido visible a simple vista a una magnitud aparente de 5.36, lo que lo convierte en uno de los 2,000 sistemas estelares más brillantes. El agujero negro en sí no es visible y tampoco interactúa con sus estrellas compañeras para formar un disco de acreción.